# Kenz-Küstrow
Kenz-Küstrow es un municipio situado en el distrito de Pomerania Occidental-Rügen, en el estado federado de Mecklemburgo-Pomerania Occidental (Alemania), a una altitud de 20 metros. Su población a finales de 2016 era de 500 habs. y su densidad poblacional, 30 hab/km².